# Doom (álbum de Job For A Cowboy)
Doom é o primeiro EP pelo Job for a Cowboy, lançado em 11 de novembro de 2005 pelo selo King of the Monsters. Conseguiu mais atenção depois de ser re-lançado em grande gravadora, a Metal Blade Records em 2006.
Um videoclipe foi criado para a música "Entombment of a Machine", no qual um homem idoso é mostrado enterrando máquinas no chão, o clipe é tocado em um ambiente desértico.

## Fundo
Este EP foi lançado em 06 de dezembro de 2005 por meio da King of the Monsters. Em seguida, foi re-lançado em grande gravadora, Metal Blade Records em 2006.
Um videoclipe foi criado para a música "Entombment of a Machine", no qual um homem idoso é mostrado enterrando máquinas no chão, o clipe é tocado em um ambiente desértico.

## Faixas
Todas as faixas escritas e compostas por Job for a Cowboy. 
| N.º            | Título                                | Duração |  |
| 1.             | "Catharsis for the Buried"            | 0:55    |  |
| 2.             | "Entombment of a Machine"             | 4:07    |  |
| 3.             | "Relinquished"                        | 4:49    |  |
| 4.             | "Knee Deep"                           | 4:30    |  |
| 5.             | "The Rising Tide"                     | 4:45    |  |
| 6.             | "Suspended by the Throat"             | 4:15    |  |
| 7.             | "Entities" (somente no re-lançamento) | 3:58    |  |
| Duração total: | Duração total:                        | 27:19   |  |

## Créditos
Job for a Cowboy
- Jonny Davy - vocal
- Ravi  Bhadriraju - Guitarra solo
- Brent Riggs – Baixo
- Andrew Arcurio – Guitarra ritmica
- Elliott Sellers – Bateria

## Produção
- Cory Spotts – Engenheiro de Gravação, Produtores de Discos
- Cory Spotts e Andy Sneap - Mixagem[5][2]
- Joel Lauver – Masterização[5]